# Roberto Ceruti
Roberto Ceruti (* 10. November 1953 in Paderno Ponchielli) ist ein ehemaliger italienischer Radrennfahrer und nationaler Meister im Radsport.

## Sportliche Laufbahn
Cerutei war im Straßenradsport aktiv. Als Amateur gewann er 1975 die nationale Meisterschaft im Straßenrennen. Dazu kam ein Etappensieg in der Settimana Ciclistica Lombarda und in den Eintagesrennen Circuito Valle del Liri und Trophée Alberto Triverio. Im Rennen der UCI-Straßen-Weltmeisterschaften gewann er die Bronzemedaille hinter André Gevers und Sven-Åke Nilsson. Die Lombardei-Rundfahrt der Amateure beendete er als Dritter. 1976 siegte er im Etappenrennen Grand Prix Guillaume Tell, wobei er das Einzelzeitfahren gewann. Im Giro d’Italia Giovani Under 23 wurde er Zweiter.
Ceruti war Teilnehmer der Olympischen Sommerspiele 1976 in Montreal. Im olympischen Straßenrennen kam er als 26. ins Ziel.
1977 wurde er Berufsfahrer im Radsportteam G.B.C.-Itla-TV Color und blieb bis 1987 als Profi aktiv. In seiner ersten Saison als Radprofi gewann er das Eintagesrennen Giro della Romagna vor Luciano Borgognoni. 1980 war er im Giro dell’Umbria und 1984 im Gran Premio Città di Camaiore siegreich. 1985 und 1986 gewann er jeweils eine Etappe im Giro d’Italia.
Zweiter wurde Ceruti 1978 in der Coppa Placci, 1981 im Grand Premio Montelupo, 1983 in der Coppa Agostini. Dritte Plätze holte er 1977 im Rennen Nokere Koerse, 1980 im Großen Preis der Dortmunder Union-Brauerei und bei Mailand–Turin sowie 1984 in der Emilia-Rundfahrt.
Ceruti fuhr alle Grand Tours. In der Tour de France schied er 1979 aus. In der Vuelta a España wurde er 1983 23. und 1984 37. der Gesamtwertung. Den Giro d’Italia bestritt er zehnmal und kam dabei neunmal ins Ziel. Sein bestes Resultat im Gesamtklassement war der 17. Platz 1980.
Er nahm an vier UCI-Straßen-Weltmeisterschaften teil. 1982 wurde er 37. des Rennens der Profis, 1980, 1983 und 1984 schied er aus.